# Arthrocnemum macrostachyum
Espèce
Synonymes
- Arthrocnemum fruticosum var. glaucum Moq.[1]
- Arthrocnemum glaucum (Delile) Ung.-Sternb.[2]
- Arthrocnemum glaucum (Moq.) Ung.-Sternb.[1]
- Arthrocnemum indicum subsp. glaucum (Moq.) Maire & Weiller[1]
- Arthrocnemum macrostachyum[3]
- Athrocaulon macrostachyum Arthrocnemum glaucum (Delile) Ung.-Sternb., 1876 (préféré par NCBI)[3]
- Salicornia glauca Delile[1] [2]
- Salicornia macrostachya Moric.[1] [2]

Arthrocnemum macrostachyum, communément appelé la Salicorne glauque, est une espèce herbacée halophile méditerranéenne de la famille des Amaranthaceae.
La floraison a lieu de mai à juin.